# Ратификация
Ратифика́ция (лат. ratificatio, от лат. ratus — решённый, утверждённый и facere — делать) — утверждение верховной государственной властью международного договора, заключенного её уполномоченным, процесс придания юридической силы документу (например, договору) путём утверждения его соответствующим органом каждой из сторон.
Согласно словарю Даля, «Признать, утвердить, укрепить подписью, печатью договор двух государств — Ратификова́ть».

## История
До ратификации документ (например, договор), как правило, не имеет юридической силы и необязателен для подписавшей его стороны. Однако, Венская конвенция о праве международных договоров велит государству, подписавшему международный договор, впредь до ратификации или её отклонения воздерживаться от действий, лишающих документ «объекта и цели», то есть явно противоречащих его условиям.
Чаще всего ратификация используется для придания юридической силы международным договорам, а также конституциям федераций и конфедераций или поправкам к ним. В последнем случае ратификация производится субъектами федерации или членами конфедерации.
Применительно к международным договорам ратификация выступает, таким образом, одним из способов выражения согласия государства на обязательность договора, наряду с подписанием, утверждением, принятием.
В СССР ратификация регулировалась законом «О порядке ратификации и денонсации международных договоров СССР».

## В Российской Федерации
Ратификация международных договоров является одним из способов выражения Россией согласия на обязательность для неё международного договора и требуется в 5 случаях, перечисленных в статье 15 закона «О международных договорах». В частности, ратификация требуется, если она предусмотрена самим международным договором, а также если международный договор устанавливает иные правила, нежели законы Российской Федерации. Не все международные договоры подлежат ратификации для согласия РФ на их действие (см. Международные договоры в России).
Инициаторами внесения договора на ратификацию могут являться Президент и Правительство. Ратификация международного договора осуществляется Государственной думой в форме принятия федерального закона, также как и процесс прекращения или приостановления его действия. Президент вправе приостановить действие международного договора в исключительных случаях с информированием Совета Федерации и Государственной думы, и последующим внесением соответствующего проекта федерального закона. В случае отклонения Государственной думой проекта федерального закона, международный договор продолжает своё действие.
Факт ратификации оформляется специальным документом, называемым ратификационной грамотой. Стороны либо обмениваются ратификационными грамотами, либо, при большом количестве сторон, передают ратификационные грамоты депозитарию, коим может быть одна из подписавших сторон или третья сторона.